# Білий Старець

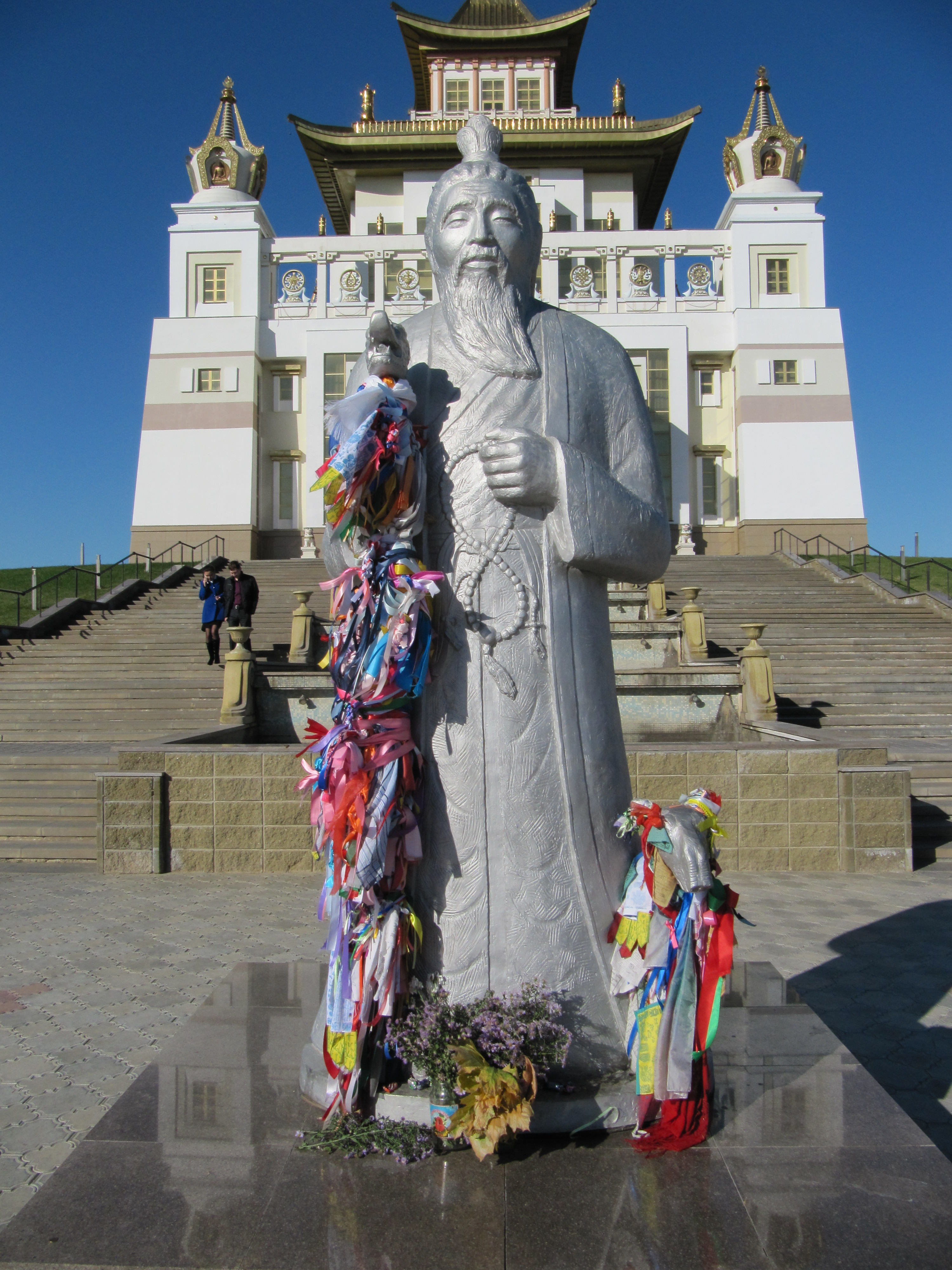
На калмицькій мові ім'я Цаган Авга / Цаган Аав. Ця статуя Цаган Аава стоїть перед Золотим храмом Будди Сак'ямуні в Елісті, Калмикія.

Цагаан Убген («Білий Старець»; монгольською: Цагаан өвгөн; Бурятська: Сагаан үбгэн) — монгольський міфічний охоронець життя і довголіття, один із символів родючості та процвітання в буддійському пантеоні. Йому поклоняються як божеству в тому, що вчені назвали «білим шаманізмом», підрозділом того, що вчені назвали «бурятським жовтим шаманізмом», тобто традицією шаманізму, яка «включає в себе буддистські ритуали та вірування» і піддається впливу зокрема тибетського буддизмому.
У деяких версіях міфології Цагаан Убген є партнером Itügen, Матері-Землі, також відомої як Етюген Еке.

## Синкретичне включення в буддійський пантеон
Сучасні монгольські та бурятські буддійські пантеони включають Цагаан Убгена, як і багато інших фігур у цих пантеонах, в результаті синкретизму з місцевим шаманізмом регіону. До приходу буддизму в Монголію і Бурятію він був божеством довголіття, багатства і родючості. Щоб пояснити його подальше вшанування в рамках буддійської практики, до існуючої міфології були додані розповіді про те, як він був навернений у буддизм і став покровителем останньої релігії, в той же час продовжуючи виконувати свої попередні, більш мирські, релігійні функції. Одна з версій цієї історії розповідає про те, як одного разу, коли Будда і його учні були на прогулянці, вони зустріли Цагаана Убгена, який настільки вразив Будду своєю мудрістю, що він (Будда) оголосив Цагаана Убгена «святим». В іншій версії казки Цагаан Убген є одним із двох мисливців, іншим є Хара Убген (Хара Эбуген), які на полюванні зустрічають Міларепу в печері Міларепи. Міларепа переконує їх покинути полювання і прийняти вчення буддизму.

## Зовнішній вигляд та іконографія

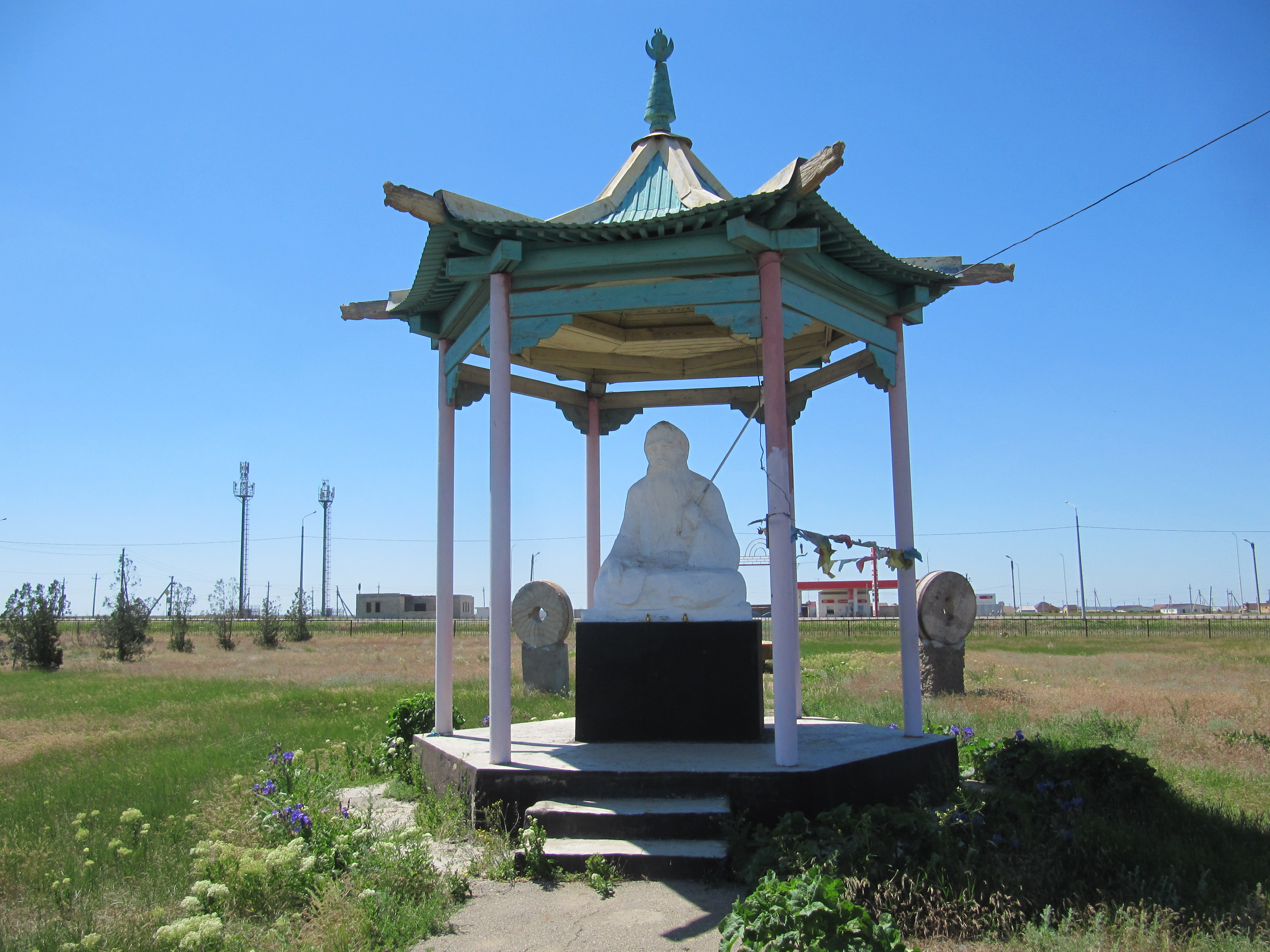

Цагаана Убгена часто зображують подібно до тибетського божества Г'ялпо Пехара або китайського бога Старого Південного полюса, який, як і Цагаан Убген, є божеством-покровителем сімейного довголіття, багатства та здоров'я. Його традиційна зовнішність — це лисий старий із білою бородою. Він носить посох із головою дракона та книгу долі, його традиційно зображають з оленем і персиковим деревом.

## У монгольських танцях цам і тибетських чам

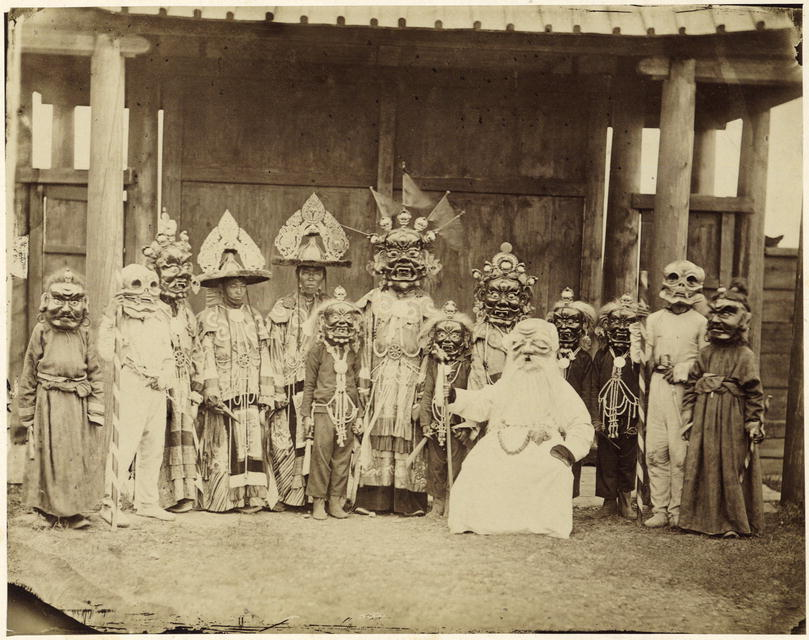
На цій картині 1880 року танцювальної трупи цам Сагаан Убген сидить попереду праворуч.

Цаган Убген має такий самий вигляд доброго лисого старого з білою бородою, як і в монгольській версії танцю «Цам». Там він з'являється разом з іншими персонажами в масках, що представляють інших синкретичних буддійських богів, таких як Бегзе, Махакала і Ґаруда, і є одним з небагатьох персонажів танцю, який вміє говорити.
Персонаж Старшого Білого був імпортований з танцю Цам до тибетського Чам у 20-му столітті за наказом 13-го Далай-лами, який бачив сон під час свого вигнання в Монголії. Його звуть rgan po dkar po , або просто rgan dkar , тибетською мовою, і вперше був представлений у танці Чам як частина новорічного танцю палацу Потала в монастирі Намг'ял. Звідти він поширився на танець Чам в інших монастирях по всьому Тибету.
У танці Чам Цагаан Убген, одягнений у все біле з табакеркою, прикріпленою до пояса, є головним героєм «Танцю тигра», який символізує перехід до нового року від старого. Він входить у танцювальну зону слабким і хитається, або його навіть носять. Після символічного вбивства тигра шляхом удару палицею по шкурі тигра його сила відновлюється. У деяких варіаціях танцю він потім продовжує проходити серед глядачів, шукаючи грошових пожертвувань, іноді пропонуючи у відповідь нюхальний табак із своєї пляшки. В інших варіаціях він починає вживати алкоголь і продовжує танцювати, поки не стане занадто п'яним, щоб танцювати.